# Coalición para el Cambio (Georgia)
Coalición para el Cambio (en georgiano: კოალიცია ცვლილებისთვის) es una coalición electoral georgiana para las elecciones parlamentarias de 2024 en las que se integran Ajali, Girchi-Más Libertad, Droa! y el Partido Republicano de Georgia, así como el movimiento Activistas por el Futuro. Dado que las coaliciones electorales están prohibidas en el país, la coalición se presenta en la lista del Ajali y su número electoral es el 4.

## Ideología
Coalición para el Cambio es descrita como una alianza de partidos liberales pro-occidentales. Se ubica en el centro a centroderecha del espectro político. La alianza también se ha destacado por tener facciones progresistas y libertarias.

## Historia
El 9 de julio de 2024, Ajali, Girchi-Más Libertad y Droa anunciaron la formación de una coalición electoral (los dos últimos partidos ya formaban una alianza desde 2023). Se esperaba que Lelo por Georgia también se uniera, pero se retiró en el último segundo debido a diferencias menores entre los partidos. Lelo formó su propia coalición, Georgia Fuerte.El 18 de agosto, la coalición se amplió con la incorporación del Partido Republicano de Georgia y el movimiento Activistas por el Futuro.
Los partidos de la coalición son signatarios de la Carta de Georgia, iniciada por la presidenta Salomé Zurabishvili con el objetivo de unir a los partidos de oposición prooccidentales y establecer objetivos para un posible futuro gobierno. Los líderes del partido firmaron además una declaración que prohíbe cualquier cooperación con el partido Sueño Georgiano, y Melia afirmó que los candidatos de la lista de la coalición no serían aceptados a menos que firmaran también la declaración.